# MusicBrainz
MusicBrainz és un projecte que pretén crear una base de dades oberta de continguts musicals. Inicialment creat en resposta a les restriccions imposades pel CDDB, MusicBrainz ha ampliat els seus objectius per deixar de ser un simple magatzem de CD's i passar a ser una completa Base de Dades de Música estructurada, oberta i en línia.
MusicBrainz capta informació sobre els artistes, les seves obres gravades i les relacions entre ells. El registre de los obres conté com a mínim el títol de l'àlbum, els títols de les pistes i la durada de cadascuna. Aquests registres es mantenen gràcies al treball d'editors voluntaris que segueixen unes precises normes d'edició. Les obres registrades poden incloure altres informacions addicionals com la data de gravació, el país d'origen i altres metadades.
MusicBrainz contenia a la fi de l'any 2013 informació sobre uns 800.000 artistes, 1,2 milions de gravacions i 13 milions d'obres.